# Drymonia (Notodontidae)
Drymonia là một chi bướm đêm thuộc họ Notodontidae. Chi này gồm các loài sau:
- Drymonia dodonaea (Denis & Schiffermüller, 1775)
- Drymonia dodonides (Staudinger, 1887)
- Drymonia obliterata (Esper, 1785)
- Drymonia querna (Denis & Schiffermüller, 1775)
- Drymonia ruficornis (Hufnagel, 1766)
- Drymonia velitaris (Hufnagel, 1766)

## Hình ảnh

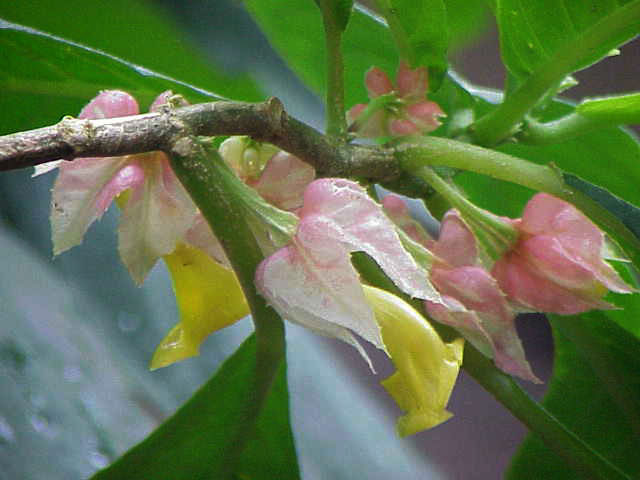
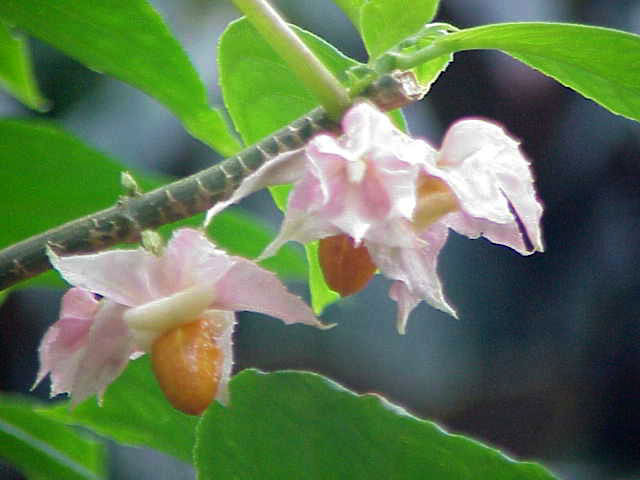
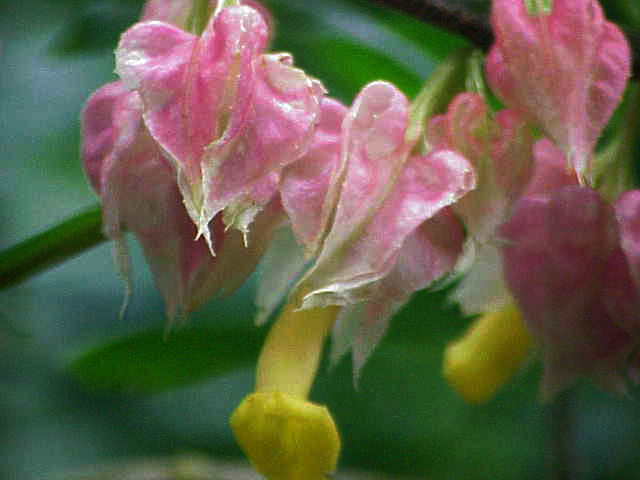
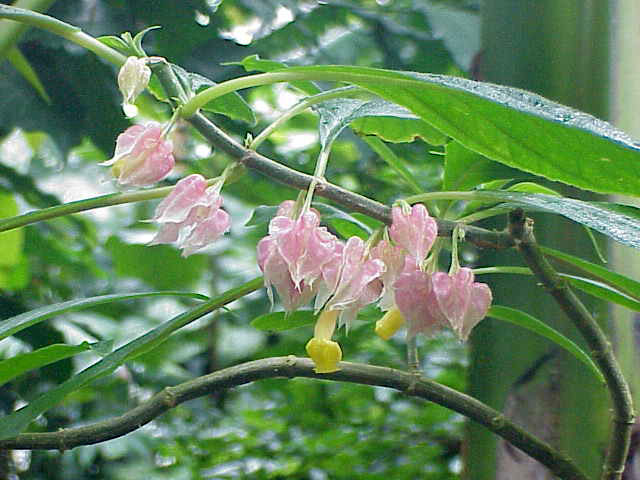